# Konstantin Radaković
Konstantin Radaković (* 11. Juli 1894 in Graz; † 19. September 1973 ebenda) war ein österreichischer Philosoph und Soziologe.

## Leben
Der Sohn des Physikers Michael Radaković (1866–1934) wuchs anfangs in Graz auf und erreichte die Matura nach dem Umzug der Familie 1912 am Gymnasium in Czernowitz, wo er noch im gleichen Jahr das Studium der Philosophie begann. Von 1913 bis 1916 setzte er dieses Studium an der Universität Innsbruck fort. Wegen eines Lungenleidens war er nicht tauglich für den Einsatz an der Front des Ersten Weltkrieges. Er leistete seinen Militärdienst zwei Jahre lang in Innsbruck ab. Ebendort wurde er 1918 zum Dr. phil. promoviert und verlegte anschließend seinen Wohnsitz an seinen Geburtsort Graz. Dort war er ab 1921 für eineinhalb Jahre provisorischer Angestellter an der Bibliothek des Seminars für philosophische Soziologie. 1923 wurde er von der Universität Graz für das Fach Philosophie habilitiert. Der Titel der Habilitationsschrift lautete Vitalismus und Mechanismus. Von 1924 bis 1938 lehrte er als Privatdozent an der Universität Graz, seit 1934 mit dem Titel eines außerordentlichen Universitätsprofessors. Außerdem war er in diesen Jahren Leiter des Seminars für philosophische Soziologie an der Grazer Hochschule.
Nach dem Anschluss Österreichs an das nationalsozialistische Deutschland legte Radaković im Oktober 1938 seine Universitätsdozentur „wegen gegenteiliger politischer Überzeugung“ nieder. Einen Monat später wurde ihm die Lehrbefugnis offiziell entzogen. Weil er jüdische Familien unterstützt hatte, drohte ihm eine Anklage. Darum emigrierte er 1941 nach Kroatien, wo er sich auf dem Gut seiner Vorfahren niederließ und kroatischer Staatsbürger wurde. Sein in Graz verbliebener Besitz wurde beschlagnahmt.
Nach Ende des Zweiten Weltkrieges kehrte Radaković nach Graz zurück, wo er anfangs Lehrbeauftragter an der Universität war, ab 1946 außerordentlicher und ab 1949 ordentlicher Professor. Auch seine Funktion als Leiter des Seminars für philosophische Soziologie übernahm er wieder.